# Kevin Bracy-Davis
Kevin Bracy-Davis (Cincinnati, Ohio, 23 de enero de 1995) es un baloncestista estadounidense. Mide 2,01 metros y juega de alero en el Joensuun Kataja de Finlandia. 

## Trayectoria
Es un alero formado en la Davis & Elkins College de Virginia del Este. Tras no ser elegido en el draft de 2017, debutó como profesional en Chile en las filas del Club Deportivo Colegio Los Leones de Quilpué y más tarde en CDP Ponferrada.
En 2018, llega a Finlandia para jugar en las filas del Korihait con el que disputa 19 partidos en la liga doméstica realizando grandes promedios anotadores.
En verano de 2018, llega a Grecia para jugar en el Rethymno Cretan Kings B.C. de la A1 Ethniki.